# Фарго (Арканзас)
Фарго (англ. Fargo) — місто (англ. town) в США, в окрузі Монро штату Арканзас. Населення — 57 осіб (2020).

## Географія
Фарго розташоване за координатами 34°57′12″ пн. ш. 91°10′36″ зх. д. / 34.95333° пн. ш. 91.17667° зх. д. (34.953466, -91.176751).  За даними Бюро перепису населення США в 2010 році місто мало площу 1,69 км², з яких 1,64 км² — суходіл та 0,05 км² — водойми. В 2017 році площа становила 1,23 км², з яких 1,18 км² — суходіл та 0,04 км² — водойми.

## Демографія
Згідно з переписом 2010 року, у місті мешкало 98 осіб у 42 домогосподарствах у складі 24 родин. Густота населення становила 58 осіб/км².  Було 53 помешкання (31/км²). 
Расовий склад населення:
| - 56,1 % — чорних або афроамериканців - 43,9 % — білих |

До двох чи більше рас належало 0,0 %. Іспаномовні складали 0,0 % від усіх жителів.
За віковим діапазоном населення розподілялося таким чином: 23,5 % — особи молодші 18 років, 60,2 % — особи у віці 18—64 років, 16,3 % — особи у віці 65 років та старші. Медіана віку мешканця становила 45,4 року. На 100 осіб жіночої статі у місті припадало 117,8 чоловіків;  на 100 жінок у віці від 18 років та старших — 127,3 чоловіків також старших 18 років.
Середній дохід на одне домашнє господарство  становив 70 339 доларів США (медіана — 39 750), а середній дохід на одну сім'ю — 89 819 доларів (медіана — 64 063). За межею бідності перебувало 29,2 % осіб, у тому числі 59,3 % дітей у віці до 18 років та 0,0 % осіб у віці 65 років та старших.
Цивільне працевлаштоване населення становило 67 осіб. Основні галузі зайнятості: мистецтво, розваги та відпочинок — 26,9 %, оптова торгівля — 13,4 %, роздрібна торгівля — 11,9 %.